# Geschützter Landschaftsbestandteil Distelstück

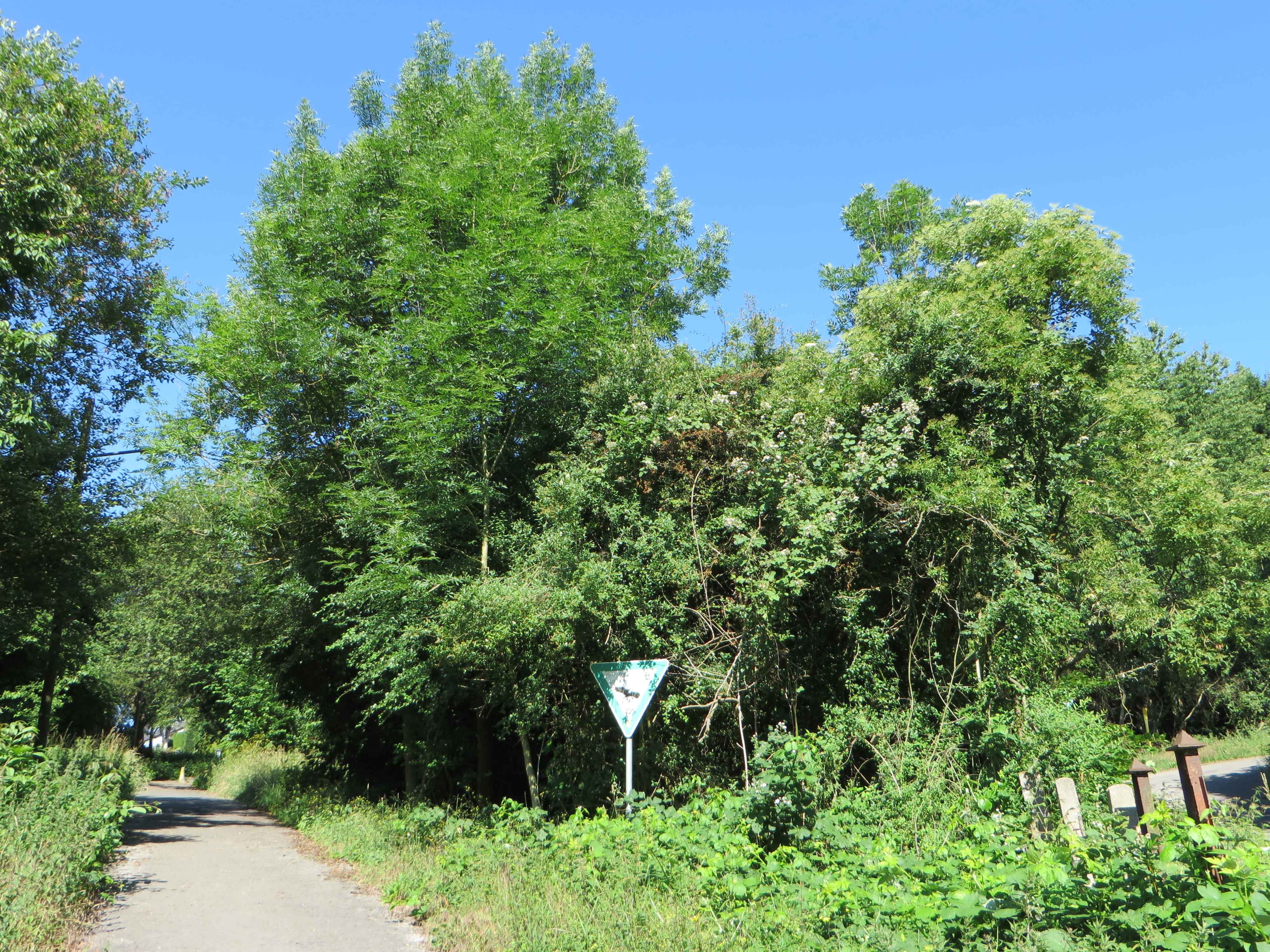
Geschützter Landschaftsbestandteil Distelstück

Der Geschützte Landschaftsbestandteil Distelstück mit einer Flächengröße von 0,6 ha liegt auf dem Gebiet der kreisfreien Stadt Hagen in Nordrhein-Westfalen. Der LB wurde 1994 mit dem Landschaftsplan der Stadt Hagen vom Stadtrat von Hagen ausgewiesen.

## Beschreibung
Beschreibung im Landschaftsplan: „Der geschützte Landschaftsbestandteil liegt südwestlich unterhalb der Siedlung Baukloh. Es handelt sich um den verbliebenen Abschnitt eines vom Distelbach durchflossenen Siepen mit artenreichem Gehölzbestand.“

## Schutzzweck
Laut Landschaftsplan erfolgte die Ausweisung „zur Sicherung der Leistungsfähigkeit des Naturhaushalts durch Erhalt eines Lebensraumes für die Lebensgemeinschaften der Fließgewässer und eines wertvollen Nist-, Brut-, Rückzugs- und Nahrungsbiotops für Vögel und Kleinsäuger am Siedlungsrand und zur Gliederung und Belebung des Landschaftsbildes durch Erhalt einer markanten Reliefstruktur und naturnaher Landschaftselemente.“